# Ouroux-sous-le-Bois-Sainte-Marie
Ouroux-sous-le-Bois-Sainte-Marie település Franciaországban, Saône-et-Loire megyében. Lakosainak száma 66 fő (2022. január 1.). Ouroux-sous-le-Bois-Sainte-Marie Marcilly-la-Gueurce, Colombier-en-Brionnais, Dyo és Ozolles községekkel határos.

## Népesség
A település népességének változása:
| Lakosok száma | 66   | 67   | 67   | 67   | 66   | 65   | 64   | 66   |
|               | 2013 | 2015 | 2017 | 2018 | 2019 | 2020 | 2021 | 2022 |